# バタン島
バタン島(バタンとう、英語: Batan island)はフィリピンのルソン島北部にあるバタン諸島の主要3島の1つ。諸島内では2番目に大きい。
バタネス州に属し、20km程度の大きさの島であるが、6つの自治体のうち州都バスコを含むイバナ、マハタオ、オユガンの4つの自治体が存在している。

## 地理
バタン島はダンベル型の火山島であり、ルソン火山弧に属している。島の北部には標高1009mの活火山イラヤ山が存在しており、この火山の最後の噴火は1454年とされている。
南部には休火山で標高405mのマタラム山(Mt.Matarem)が存在する。島の狭部は丘陵となっており、おおよそ4.5kmの長さで幅は1.9-2.5km程度であり、2つの火山を繋いでいる。島はマタラム山近郊で最も幅が広く6.5km程度の広さがある。
バタン島に最も近いサブタン島は島の南端から南西に4.5kmの沖にある。バタン諸島最大のイトバヤット島はバタン島中心から北西に42kmほどの位置に存在する。

## 歴史
1668年（寛文8年）、渥美半島沖で漂流した千石船がバタン島に漂着した。
その後、1796年（寛政8年）、1828年（文政11年）、1830年（文政13年）にも日本の船が漂着した。
第2次世界大戦の日本軍のフィリピン侵攻はこの島から始まった。1941年12月8日、日本軍はルソン島北岸から190km沖にあるバタン島へ上陸した。これは真珠湾攻撃と同時に行われており、日本軍によるアメリカ領への初の上陸であった。
2008年6月1日の世界標準時1時57分23秒69に、マグニチュード6.3の地震がバタン諸島の沖(北緯20度07分26秒 東経121度21分00秒 / 北緯20.1240度 東経121.3500度)、深さ約31kmの場所で発生した。損害や死傷者は無かった。
2023年、アメリカ軍と地元政府が、島内で商業港の開発計画を進めていることが明らかにされた。